# NGC 167
NGC 167 je galaksija u zviježđu Kit.

## Vanjske poveznice
- SEDS: NGC 0167